# 駿河屋 (ホビーショップ)
株式会社駿河屋は、静岡県静岡市葵区に本社を置く総合ホビーショップ及び書店の運営を主な業務とする企業である。

## 概要
1990年代から事業を拡大しCD、ゲーム等を扱うリサイクルショップチェーン化した古書店・太田書店と、1998年に創業のインターネット通販を主体としたベンチャー企業「有限会社ジーエックス」が前身である。
ホビーショップ「駿河屋」、ゲームを主体にした「エーツー」、書籍を主体にした「ブックマーケット」を展開する。「通信販売・インターネット部門」としてネットショップの「駿河屋.jp」を運営し、2024年8月現在、各ブランドをあわせて直営店は37店舗、FC店は91店舗である。
2016年シーズンから清水エスパルスのクラブスポンサーに登録。
リフォーム産業新聞が発行する「リサイクル通信 - 中古売上ランキング2021」では、総合部門全国7位、ホビー部門とインターネット通販部門で全国1位を記録した。

## 沿革

### 株式会社ジーエックス
- 1998年
  - 4月 - 杉山綱重がインターネット通販サイト「駿河屋.jp」を開始。
  - 9月 - 有限会社ジーエックスを設立。有限会社イケダ企画よりゲームショップ「ぱる焼津店」を買取。
  - 12月 - 静岡市池ヶ谷にゲームショップ「GX池谷店」を開店。
- 2000年8月 - ゲームショップ「ぱる焼津店」を、株式会社太田書店に売却。
- 2002年12月 - 有限会社ジーエックスが株式会社ジーエックスに組織変更。
- 2003年3月 - 株式交換により株式会社太田書店を完全子会社化[4]。
- 2005年9月 - 株式会社太田書店から社名を変更した株式会社エーツーを存続会社として株式会社エーツーと合併[5]。

### 株式会社エーツー
- 1948年 - 静岡県静岡市馬場町で古書店として「太田書店」を開業。
- 1995年 - 「太田書店曲金店」（静岡県静岡市）を開店、ゲームソフト・CDの取り扱いを開始、長野県佐久市のショッピングセンター内に店舗を開店。
- 1997年1月28日 - 有限会社太田書店を設立。
- 1998年
  - 5月 - 商品事業部を設立し、マンガ喫茶や古書店への商品卸売業を開始。
  - 9月 - 長野県佐久市のショッピングセンター閉店による店舗移転と同時に、店舗名を「エーツー佐久店」に変更。
- 1999年
  - 1月 - インターネット通信販売の開始に伴い「エーツー池ヶ谷店」（静岡県静岡市）を開店。
  - 6月 - 大規模店「エーツー馬渕店」（静岡県静岡市）を開店。
  - 8月 - 静岡市馬場町から静岡市馬渕へ本部事務所移転。
- 2000年
  - 3月 - 通信販売の「エーツー池ヶ谷店」と店頭販売の「エーツー馬渕店」を統合。
  - 5月 - 有限会社太田書店が株式会社太田書店に組織変更[6]。
- 2003年
  - 3月 - 株式交換により株式会社ジーエックスが完全親会社となる[4]。
  - 8月 - 静岡県静岡市新川に本社移転。
- 2005年
  - 2月 - 株式会社太田書店を株式会社エーツーへ社名変更。
  - 4月 - 静岡県静岡市駿河区丸子新田に本社移転。
  - 8月 - 株式会社フォー・ユーよりブックマーケット本部の営業譲渡を受け、株式会社フォー・ユーと資本提携。
  - 9月 - 株式会社エーツーを存続会社として株式会社ジーエックスと合併。
  - 10月 - 通販部門「エーツー目録部」と「ネットショップ駿河屋」の両ホームページを統合。
- 2006年8月 - 株式会社エコア（宮城県仙台市）を子会社化。
- 2009年6月 - 株式会社エコアを吸収合併。
- 2011年1月 - 株式会社ランシステムから「ファミコンショップ桃太郎」事業を買収[7]。
- 2013年7月 - スマートフォン向けアプリ「駿河屋」をリリース。
- 2015年
  - 9月 - ファミコンショップ桃太郎を全店閉店[8]。
  - 12月 - 大阪府高槻市に駿河屋初のリアル店舗「駿河屋 フィギュア・キャラクターグッズ館」を開店[9]。
- 2017年
  - 4月 - 株式会社テイツーへの出資を行い、株式会社テイツーと資本業務提携契約を締結[10]。
  - 11月 - モバイル家電業界へ参入して通販と実店舗でスマートフォン、タブレット端末、ヘッドフォンの新品と中古について買取と販売を開始。
- 2019年
  - 3月
    - 海外を対象としたインターネット通販サイト「駿河屋.COM」を開始。
    - 三井住友銀行をアレンジャーとしたシンジケートローン契約を締結。

  - 8月 - 同年6月に破産した「明輝堂（めいきどう）」の一部店舗を引き継ぎ、「駿河屋乙女館 supported by 明輝堂」へ屋号を改称。
  - 9月 - 「駿河屋マーケットプレイス」を開始[11]。
  - 12月 - 株式会社丸井グループより出資を受け資本業務提携契約を締結[12]。
- 2020年
  - 3月 - サンセットコーポレイションが運営していた「エンターキング」3店舗の運営を引き継ぎ、「エンターキング Supported by 駿河屋」へ屋号を改称。
  - 4月 - 新型コロナウイルス感染拡大で被害を受けた内定取り消し新卒者向けに、臨時で新卒学生を採用[13]。
  - 6月 - 通販注文商品の店舗受取サービスを開始[14]。
- 2021年
  - 3月 - 模型メーカー京商株式会社の全株式を取得して完全子会社化[15]。
  - 3月14日 - ワットマンとの提携店舗「ワットマンホビーサクラス戸塚店」を出店[16]。
  - 10月 - 多田屋のサポート店「多田屋 鴻巣吹上店 Supported by 駿河屋」を開店[17]。
- 2022年
  - 3月 - 日販グループホールディングス株式会社より出資を受け資本業務提携契約を締結[18]。
  - 4月 - NICリテールズ株式会社との合弁会社「株式会社駿河屋BASE」を設立[19]。
- 2023年
  - 3月
    - 同月31日付で、鉄道模型メーカーの株式会社カツミの全株式を取得し子会社化[20]。

### 株式会社駿河屋
- 2025年
  - 5月1日 - 社名を株式会社駿河屋に変更すると同時に本社を本社を葵区伝馬町の現：駿河屋ビルに移転[21]。
  - 8月8日 - インターネット通販サイトの「駿河屋.JP」から顧客の個人情報・クレジットカード情報が漏洩した可能性があることを発表。何者かによるWebスキミングを使った不正アクセスと考えられている。7月23日に不正アクセスを検知、8月4日にシステムの一部が改ざんされ顧客の情報が流出する状ようになっており、8月4日にシステムの修正を完了。漏洩した可能性のある個人情報は氏名、住所やクレジットカードのカード番号やセキュリティコードなど[22]。

## 駿河屋

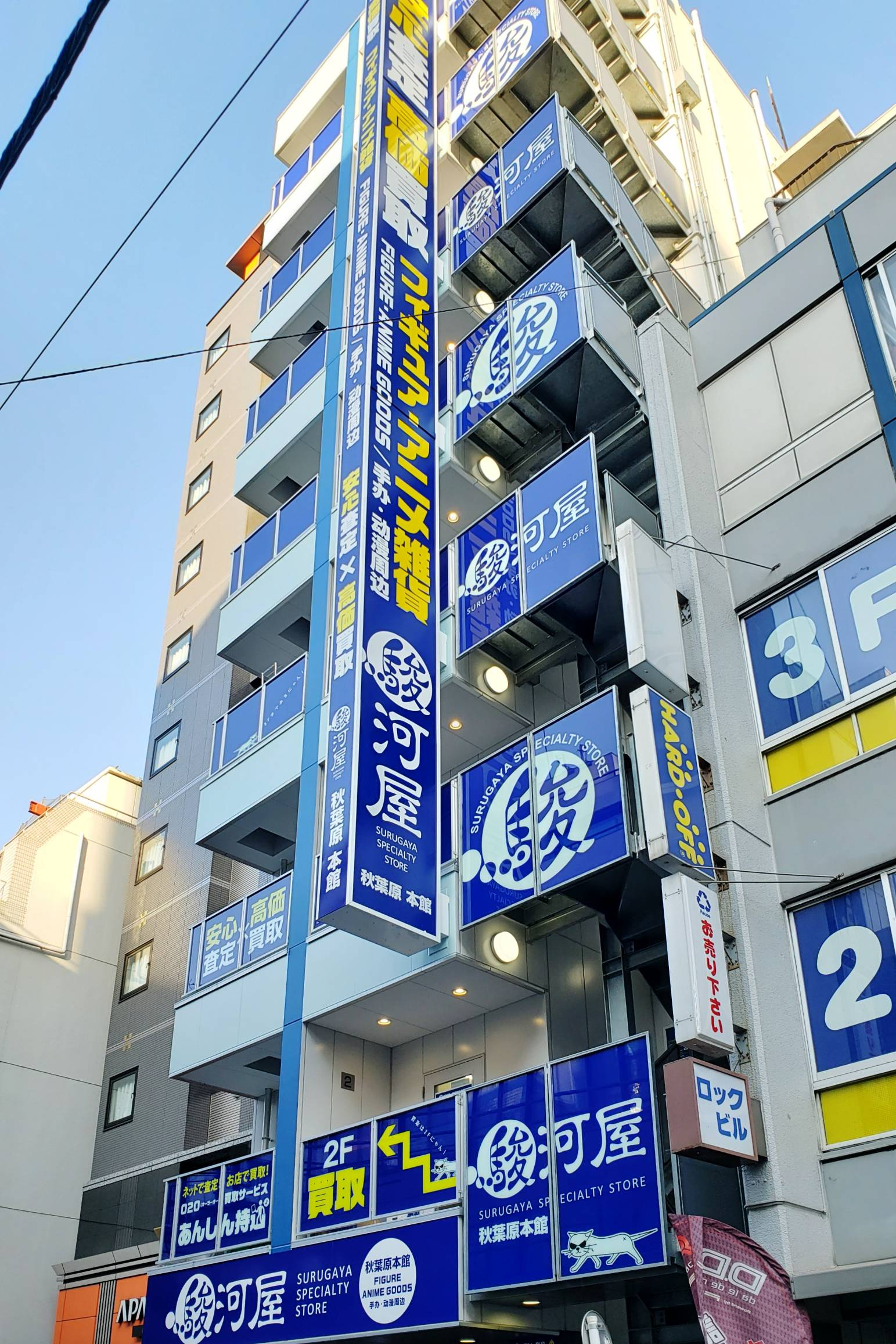
駿河屋秋葉原本館

同社のインターネット通販事業。2015年に初の実店舗として大阪府で高槻店を、2016年に秋葉原店と、静岡市葵区で静岡本店を出店し、2018年は、4月に新宿店、6月に池袋店、8月に札幌店を出店した。2019年は、5月に駿河屋日本橋オタロード乙女館を新規開店し、11月に横浜店を出店した。横浜店は2020年4月と2021年7月に売り場を拡張してリニューアルした。2021年4月に実店舗として最大規模の大宮店を埼玉県で出店して40万点の商品を取り扱う。同年4月に「エンターキング 千葉中央店 Supported by 駿河屋」を増床して千葉中央店へ改称した。
2022年5月に山口県初進出となる山口大学前店を出店、同年7月に東京・多摩地域初進出となる立川北口店を出店。2023年5月に佐賀県初進出となる「佐賀上峰店」、同年6月に熊本県初進出となる近見店を出店。同年4月には、初の海外店舗となる台湾への進出が決定。
エーツー日本橋店は駿河屋大阪日本橋本館としてリニューアル。駿河屋大阪日本橋オタロード店は駿河屋オタロードアニメ・ボビー館にリニューアルオープンした。静岡市駿河区のエーツー馬淵店を駿河屋馬淵店に、神戸市の本の森兵庫店と知恵蔵書店を駿河屋兵庫店に、それぞれリニューアルした。